# 1952-es Formula–1 francia nagydíj
Az 1952-es Formula–1-es világbajnokság negyedik futama a francia nagydíj volt.

## Futam
A szezon negyedik versenye a francia nagydíj volt, amit ezúttal új helyszínen, a Rouen-Les-Essarts pályán rendeztek meg. A rajtrács első három pozícióját ismét a három Ferraris szerezte meg, ismét Ascari-Farina-Taruffi sorrendben. Ezúttal minden probléma nélkül, mindhárman be is értek a célba. Az egyes pilóták gyorsaságát jól le lehet mérni az által, hogy Ascari egy kört vert Farinára, aki szintén egy kört vert Taruffira. A leggyorsabb kört is Ascari teljesítette.
| Helyezés | Rajtszám | Versenyző                         | Csapat/Motor          | Körök | Idő/kiesés oka | Rajthely | Pont |
| -------- | -------- | --------------------------------- | --------------------- | ----- | -------------- | -------- | ---- |
| 1        | 8        | Alberto Ascari                    | Ferrari               | 77    | 3:00'00        | 1        | 9    |
| 2        | 10       | Nino Farina                       | Ferrari               | 76    | + 1 kör        | 2        | 6    |
| 3        | 12       | Piero Taruffi                     | Ferrari               | 75    | + 2 kör        | 3        | 4    |
| 4        | 2        | Robert Manzon                     | Gordini               | 74    | + 3 kör        | 5        | 3    |
| 5        | 44       | Maurice Trintignant               | Simca-Gordini-Gordini | 72    | + 5 kör        | 6        | 2    |
| 6        | 22       | Peter Collins                     | HWM-Alta              | 70    | + 7 kör        | 8        |      |
| 7        | 4        | Jean Behra                        | Gordini               | 70    | + 7 kör        | 4        |      |
| 8        | 28       | Philippe Étancelin                | Maserati              | 70    | + 7 kör        | 18       |      |
| 9        | 20       | Lance Macklin                     | HWM-Alta              | 70    | + 7 kör        | 14       |      |
| 10       | 24       | Yves Giraud-Cabantous             | HWM-Alta              | 68    | + 9 kör        | 10       |      |
| 11       | 34       | Rudi Fischer Peter Hirt           | Ferrari               | 66    | + 11 Kör       | 17       |      |
| 12       | 38       | Franco Comotti                    | Ferrari               | 63    | + 14 kör       | 16       |      |
| Ki       | 6        | Prince Bira                       | Gordini               | 56    | Tengely        | 7        |      |
| Ki       | 42       | Mike Hawthorn                     | Cooper-Bristol        | 51    | Gyújtás        | 15       |      |
| Ki       | 16       | Toulo de Graffenried Harry Schell | Maserati              | 34    | Fékek          | 12       |      |
| Ki       | 26       | Peter Whitehead                   | Alta                  | 17    | Kuplung        | 13       |      |
| Ki       | 14       | Louis Rosier                      | Ferrari               | 17    | Motor          | 9        |      |
| Ki       | 32       | Johnny Claes                      | Simca-Gordini-Gordini | 15    | Motor          | 20       |      |
| Ki       | 18       | Harry Schell                      | Maserati              | 7     | Váltó          | 11       |      |
| Ki       | 40       | Piero Carini                      | Ferrari               | 2     | Motor          | 19       |      |

## Statisztikák
Vezető helyen: Alberto Ascari 76 kör (1-76)
- Alberto Ascari 4.győzelme, 2. mesterhármasa.
- Ferrari 6. győzelme.

Váltott vezetés:
- 34-es autóval Rudi Fischer (33 kör), Peter Hirt (33 kör).
- 16-os autóval Toulo de Graffenried (20 kör), Harry Schell (14 kör)